# Schistopeltis
Schistopeltis är ett släkte av kackerlackor. Schistopeltis ingår i familjen jättekackerlackor.
Kladogram enligt Catalogue of Life:
| Schistopeltis | \| \| Schistopeltis lizeri \| \| \| \| \| \| Schistopeltis peculiaris \| \| \| \| |
|               | \| \| Schistopeltis lizeri \| \| \| \| \| \| Schistopeltis peculiaris \| \| \| \| |
|               | Schistopeltis lizeri                                                              |
|               |                                                                                   |
|               | Schistopeltis peculiaris                                                          |
|               |                                                                                   |